# Aeroportul L'Mekrareg
Aeroportul L'Mekrareg (IATA: LOO, ICAO: DAUL) este un aeroport din Algeria ce deservește zona Laghouat.
Situat la o altitudine de 765 m, aeroportul dispune de o singură pistă.